# Владимировка (Кировский район)
В Октябрьском районе Приморья тоже есть село Владимировка
Влади́мировка — село в Кировском районе Приморского края. Входит в состав Крыловского сельского поселения.

## География
Село Владимировка стоит в долине реки Уссури, до правого берега её правобережной протоки около 3 км.
Село Владимировка расположено к юго-востоку от районного центра посёлка Кировский, в полукилометре западнее автодороги Глазовка — Покровка. К северу от села Владимировка находится село Межгорье, к югу — село Марьяновка.
Расстояние до посёлка Кировский (через Архангеловку) около 33 км.

## Население
| 1915 | 1926 | 2002 | 2005 | 2010 |
| ---- | ---- | ---- | ---- | ---- |
| 611  | ↗613 | ↘90  | ↘74  | ↘37  |

## Улицы
В селе имеются три улицы: Зеленая, Цветочная и Центральная. 

## Экономика
Сельскохозяйственные предприятия Кировского района.